# Master P
Percy  Jayceon Miller (født 29. april 1967 i New Orleans, USA) også kendt som Master P, er en amerikansk entertainer og iværksætter. Han er grundlægger af og direktør for P. Miller Enterprises, og  Better Black TV. Han var på et tidspunkt en af de bedst betalt entertainere i USA. 
Master P har som basketballspiller i NBA spillet for New Orleans Hornets og for Toronto Raptors.
Master P er dog bedst kendt for sin karriere indenfor Hip hop ligesom han har produceret, skrevet og instrueret flere film. 

## Soloalbum
- Get Away Clean (1991)
- Mama's Bad Boy (1992)
- The Ghettos Tryin to Kill Me! (1994)
- 99 Ways to Die (1995)
- Ice Cream Man (1996)
- Ghetto D (1997)
- MP Da Last Don (1998)
- Only God Can Judge Me (1999)
- Ghetto Postage (2000)
- Game Face (2001)
- Good Side, Bad Side (2004)
- Ghetto Bill (2005)
- Living Legend: Certified D-Boy (2005)
- America's Most Luved Bad Guy (2006)
- The Gift (2013)
- Empire, from the Hood to Hollywood (2015)
- Intelligent Hoodlum (2017)